# Henri Hébrard de Villeneuve
Henri Hébrard de Villeneuve (Riom, 11 settembre 1848 – Parigi, 22 maggio 1925) è stato uno schermidore francese.
Partecipò ai Giochi della II Olimpiade di Parigi nella gara di spada individuale, dove fu eliminato ai quarti.